# Saint-Junien-la-Bregère
Saint-Junien-la-Bregère là một xã thuộc tỉnh Creuse trong vùng Nouvelle-Aquitaine miền trung nước Pháp. Xã này nằm ở khu vực có độ cao trung bình 520 mét trên mực nước biển.